# بريدراج فيين
بريدراج فيين مواليد 17 ديسمبر 1992 في أباتين، صربيا، هو لاعب كرة يد صربي يلعب كظهير أيمن. يلعب حاليا مع نادي الجزيرة ويحمل الرقم 35. مثل منتخب صربيا لكرة اليد.

## المسيرة الاحترافية
لعب مع أديمار ليون في الدوري الإسباني من سنة 2013 إلى 2015، ثم لعب مع نادي دونكيرك لكرة اليد في الدوري الفرنسي في موسم 2015-2016، ثم لعب مع نادي الجزيرة في سنة 2016.